# Clúster (industria)

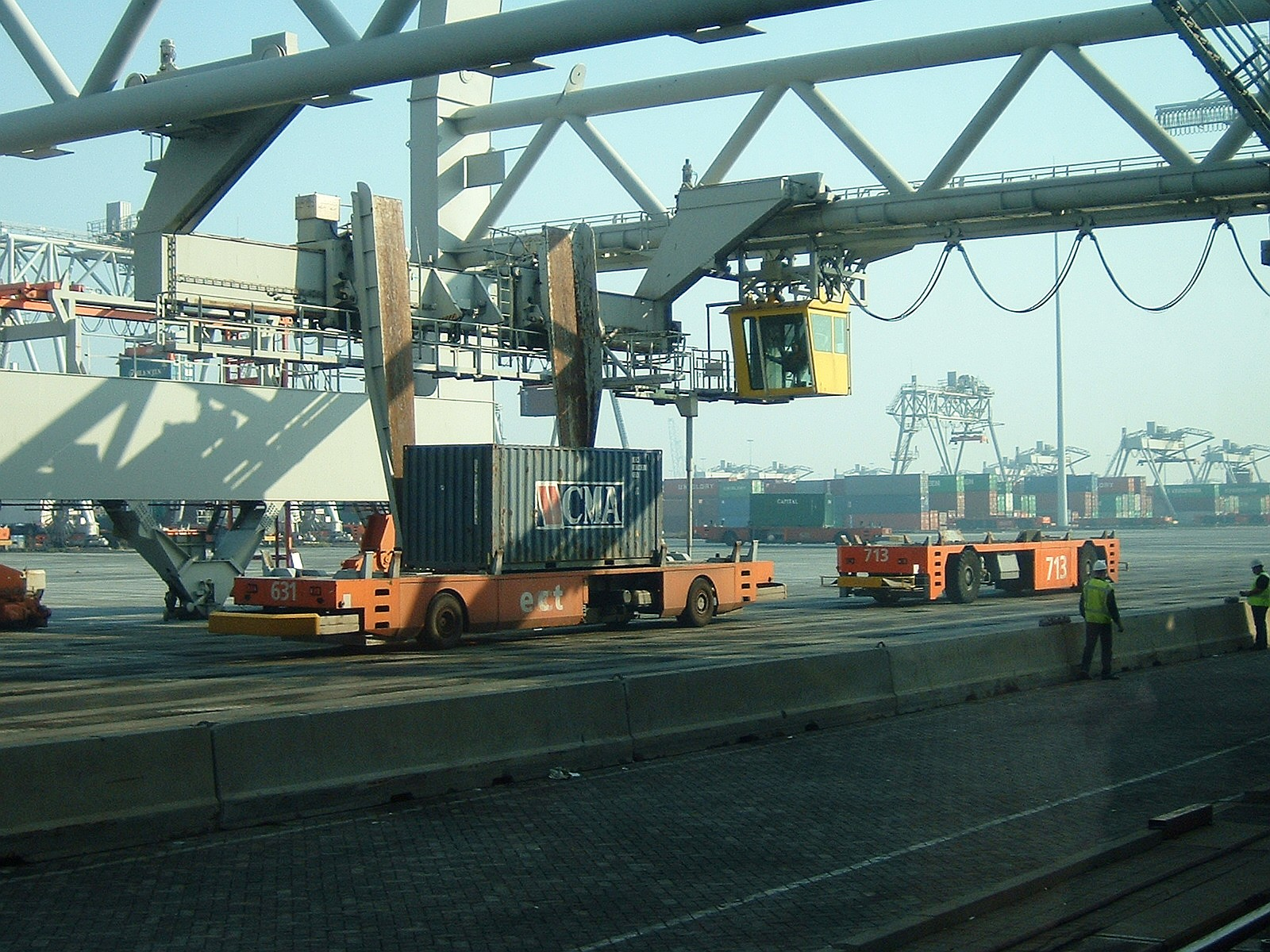
Terminal de contenedores en el puerto de Rotterdam

Un clúster industrial (o simplemente clúster) es un concepto nacido a principios de la década de los 90 como herramienta para el análisis de aquellos factores que permiten a una industria específica incorporar nuevos eslabones en su cadena productiva, los factores que determinan el uso de nuevas tecnologías en sus procesos, y los factores determinantes de la generación de actividades de aglomeración. Estas ideas provienen del trabajo pionero de Michael Porter y colaboradores, quienes analizan la adquisición —por parte de concentraciones territoriales de empresas— de ventajas comparativas en ciertos sectores del comercio manufacturero mundial.
En este contexto, Porter define «clúster» como concentraciones de empresas e instituciones interconectadas en un campo particular para la competencia, pudiéndose observar en el mundo gran variedad de clústeres en industrias como la automotriz, tecnologías de la información, turismo, servicios de negocios, minería, petróleo y gas, productos agrícolas, transporte, productos manufactureros y logística, entre otros.
Desde el trabajo pionero de Porter sin embargo, han aparecido una gran variedad de investigaciones, enfoques y perspectivas de análisis, lo que en la práctica no permite afirmar a priori una definición que satisfaga o reúna los elementos que cada autor considera como relevantes; en efecto,

«(...) existe un amplio abanico de variedades de conceptos de organización territorial que reciben el nombre genérico de clúster, si bien existen importantes matices que (…) conducen a fenómenos de concentración con importantes rasgos diferenciales» (Dalmau y Hervás, 2005, p. 16).

En lo que sí la mayoría coincide es en que el análisis clúster es un instrumento analítico de gran utilidad a la hora de describir la complejidad de las actividades productivas y para comprender la relación que éstas tienen con el territorio, aunque algunos autores indican que se podría apreciar una convergencia de definiciones con la de distrito industrial de Marshall.
Sin embargo, es posible indicar algunas definiciones representativas de lo que es un clúster, además de algunos elementos inherentes a su conceptualización, pudiéndose agrupar en tres grandes grupos: clústeres industriales, clústeres regionales y distritos industriales, que difieren en las metodologías desarrolladas para afrontar su análisis.
En el ámbito de la informática y la tecnología, un clúster se refiere a un grupo de computadoras o servidores interconectados que trabajan juntos como si fueran una sola entidad. Estas máquinas están configuradas de manera que puedan compartir recursos y distribuir tareas entre sí para lograr un mayor rendimiento, confiabilidad y disponibilidad de servicios. Los clústeres son ampliamente utilizados en aplicaciones de alto rendimiento, computación distribuida, procesamiento de grandes volúmenes de datos y servidores de alta disponibilidad.
En un clúster informático, cada nodo (computadora o servidor) contribuye con su capacidad de procesamiento, memoria y almacenamiento para realizar tareas de manera paralela y escalable. Los clústeres pueden ser de diferentes tipos, como clústeres de alta disponibilidad, clústeres de balanceo de carga, clústeres de almacenamiento, entre otros.

## Taxonomía tipológica de los clústeres

### Relacionado al desarrollo económico de clústeres
Siguiendo el desarrollo del concepto de redes interorganizacionales en Alemania y el desarrollo práctico de clústeres en el Reino Unido, diversos autores indican la existencia de al menos cuatro métodos que permiten identificar la existencia de un clúster, a saber:
- Clúster geográfico,
- Clúster sectorial, donde diversas empresas operan en conjunto en un mismo sector comercial.
- Clúster horizontal, en la que existen interconexiones entre empresas en un mismo nivel, con el fin de compartir los recursos.
- Clúster vertical (por ejemplo, una cadena de suministro)

También se espera -particularmente en el modelo alemán de redes organizacionales- que las empresas interconectadas deban interactuar y tomar acciones corporativas al menos en dos niveles distintos de las organizaciones involucradas.

### Clúster de sistema de valor
Es el más común de los clústers de negocios. Los sistemas de valor, son grupos de negocios que compran y venden sus productos o servicios entre ellos y con terceros. La proximidad física de los proveedores y los compradores permite reducir los costos y una mejor adecuación de la oferta y la demanda. El abasto y los inventarios, requieren una estrecha cooperación entre empresas. La cadena de valor se constituye con actividades sustantivas y de apoyo, todas sus actividades aportan valor al producto/servicio y contribuyen al  margen de utilidad en la empresa. Las actividades de las Cadenas agrupadas en el Sistema de valor, generan sinergias (proveedores, empresa con sus departamentos, distribuidores), que agregan valor con sus atributos, calidad y precio, en la percepción del cliente; lo que contribuye a la competitividad de las empresas.

### Oferta de capital humano
Estos clústers están basados en categorías ocupacionales.
Las empresas que utilizan el mismo tipo de ocupaciones y habilidades de los trabajadores pueden sacar de un mayor número de empleados potenciales. Este tipo de grupo reduce el costo de las búsquedas de los empleados y con frecuencia eleva la productividad de todos los trabajadores en la región. En la medida en que este tipo de trabajadores se concentran en ciertas áreas, las instituciones de formación podemos prosperar económicamente y elevar el nivel general de productividad en la región.

### Relacionado al conocimiento
En general, se pueden identificar al menos tres tipos de clústeres de empresas, sobre la base de distintos tipos de conocimiento:
- Tecno-clústeres: son agrupaciones orientadas a la alta tecnología, bien adaptadas a la economía del conocimiento, y suelen tener como núcleo a universidades de renombre y centros de investigación.
- Clústeres basados en Know how histórico: estos grupos se basan en actividades más tradicionales que mantienen su ventaja en el know how a lo largo de los años, y en el caso de algunos de ellos, a lo largo de los siglos. A menudo son industrias específicas.
- Clústeres de endowment factorial: agrupaciones creadas debido a la existencia de ventajas comparativas, pudiendo estar asociadas a elementos geográficos particulares, como por ejemplo, el clúster vitivinícola de California o la industria del Salmón en Chile.

## Objetivos
Michael Porter afirma que los clústeres tienen el potencial de afectar a la competencia de cinco maneras:
- Por el aumento de la productividad de las empresas del grupo,
- Por impulsar la innovación en el campo
- Por estimular nuevas empresas en el campo
- Por reducir comportamientos oportunistas
- Por aumentar la presión de coordinación entre empresas

## Proceso
El proceso de identificar, definir, y describir un clúster no está estandarizado. Los consultores económicos individuales y los investigadores desarrollan sus propias metodologías. Todo el análisis del clúster reposa en la evaluación de los patrones locales y regionales de empleo, basados en los códigos SIC.
Una alternativa a los clústeres, que refleja el carácter distribuido de las operaciones al surgir de la globalización es Bujes y Nodos.

## El caso de Silicon Valley
Por ejemplo, de mediados a fines del decenio de los 90s, varias empresas exitosas relacionadas con la tecnología de las computadoras surgieron en el Silicon Valley en California. Esto condujo a todo el que deseara crear una empresa inicial lo hiciera en Silicon Valley. El aumento en el número de arranques en Silicon Valley dio lugar a que una serie de empresas de capital de riesgo se reubicaran o expandirán sus oficinas en el Silicon Valley. Esto, a su vez, alentó a más emprendedores a localizar a sus nacientes empresas ahí.
En otras palabras, los capitalistas de riesgo (los vendedores del financiamiento) y los emprendedores del punto.com (compradores de los financiamientos) se "conglomeraron" dentro y en los alrededores de una zona geográfica.
El efecto del clúster en el mercado de capital también llevó a efecto un clúster en el mercado de trabajo. Como un número cada vez mayor de empresas se pusieron en marcha en Silicon Valley, los informáticos, los programadores, los ingenieros, etc, se dieron cuenta de que se encontrarían más oportunidades de trabajo trasladándose a Silicon Valley. Esta concentración de personas técnicamente calificadas en el Valle significó que los emprendedores de todo el país sabían que sus posibilidades de encontrar candidatos al empleo con las debidas habilidades eran muy superiores en el Valle, lo que les dio un incentivo adicional a mudarse allí. Esto, a su vez, condujo a que los trabajadores de la más alta tecnología se desplazaran hacia allí.

## Efecto del clúster
El efecto del clúster puede ser más fácilmente percibido en cualquier aglomeración urbana, ya que la mayoría de los establecimientos comerciales del mismo tipo tenderán a agruparse de manera espontánea por categorías. Zapaterías (o tiendas de telas), por ejemplo, nunca están aislados de su competencia. En cambio, es mucho más común encontrar calles enteras de ellos, a pesar de que difícilmente hay una razón para que se agrupen en esa región específica.
El efecto clúster es similar al (pero no el mismo que) efecto de red. Es similar en el sentido de preferencias de precios independientes tanto de los mercados como de sus participantes se basan en la percepción que cada uno de los demás más que en el hecho de que el mercado sea la suma de todas las acciones de sus participantes como suele ser el caso. Así pues, al ser un efecto mayor que la suma de sus causas, y como ocurre espontáneamente, el efecto clúster es generalmente citado como ejemplo de surgimiento.
Los gobiernos y las empresas a menudo tratan de utilizar el efecto clúster para promover un lugar particular como un lugar particularmente bueno para cierto tipo de negocios. Por ejemplo, la ciudad de Bangalore, en La India ha utilizado el efecto clúster con el fin de convencer a una serie de empresas de alta tecnología a instalar tiendas allí. Del mismo modo, la ciudad de Las Vegas se ha beneficiado a través del efecto clúster de la industria del juego.
El efecto clúster no sigue siempre, sin embargo, su influencia relativa viene dictada también por otros factores de mercado como los ingresos previstos, la fortaleza de la demanda, los impuestos, la competencia y la política.

### Ejemplos
Ejemplos de clústeres son Silicon Valley en California (Estados Unidos) donde, se concentra un gran número de empresas de tecnología (microelectrónica, tecnologías de la información y biotecnología) y Kista, su contraparte sueca. En Detroit (conocida también como Motor City) se concentra la fabricación de automóviles. En Hollywood California para la cinematografía.
En España, existen ejemplos relativamente recientes en lo que a constitución de clústeres se refiere. En la Comunidad de Madrid, España, está Madrid Network, una red de clústeres que agrupa a 12 sectores industriales como automoción, salud, energías renovables, finanzas, diseño gráfico, etc. y cuatro Parques Tecnológicos asociados a Universidades formando una red de casi 400 empresas. También está el caso del Clúster de Empresas Pesqueras en Países Terceros, creado a finales del 2004 y que agrupa a más de 120 empresas de pesca distribuidas en más de 28 países.
Un grupo de empresas es una concentración geográfica de empresas interconectadas, suministradores e instituciones asociadas en un campo particular. Se considera que los clústeres aumentan la productividad con la que las empresas pueden competir a nivel nacional y mundial.
En el caso de Silicon Valley, como se ha dicho, por ejemplo, el aumento del hacinamiento en el valle condujo a la grave escasez de espacios de oficinas y residenciales, que a su vez ha obligado a muchas empresas a trasladarse a otros lugares como Austin, Texas y Raleigh-Durham, Carolina del Norte.
Ejemplos:
- Madrid Network, Red de empresas de la Comunidad de Madrid
- Clúster de empresas del sector cosmético de Barcelona (Beauty Cluster Barcelona)
- Cluster de Empresas de Automoción de Galicia
- El Cluster Ecoturistico de Monteverde, en Costa Rica
- El Silicon Valley, en California en el ámbito de la tecnología informática.
- Hollywood, el cluster de los estudios y la industria del cine.
- Hsinchu Science and Industrial Park.
- El Napa Valley, la región vinícola de California.
- Bangalore, en la India, para la subcontratación de software.
- Arabia Saudita, en el ámbito de la Energía en Dhahran Techno - Valley.
- Israel, en el ámbito de las compañías de telecomunicaciones inalámbricas en la región de Silicon Wadi
- Paris-Saclay, en Francia, cluster scientifico e industrial
- Grenoble, en Francia, para la Micro Technologias Nano con Minatec.
- París, en Francia, Alta Costura.
- Toulouse, en Francia, sector aeroespacial.
- Oeiras, Portugal, de sus corporaciones de Tecnología de la Información, que se halla en Taguspark.
- Casablanca (Marruecos) Tecnoparque u los Parques Casa cerca de la costa.
- Kista Science City, fuera de Estocolmo, conocido como El Valle de móvil, casa de la gigante de telecomunicaciones Ericsson fue en el año 2000 como el mundo la segunda mejor ubicación para Tecnologías de la Información y la nueva economía, por Wired (la revista).
- El Silicon Fen en Cambridge, Reino Unido, por la biotecnología y la tecnología de las computadoras
- Antwerp, un centro de diamantes.
- Róterdam, el principal puerto de contenedores
- Albany Tech Valley, en el Estado de Nueva York, en la tecnología nano.
- El grupo finlandés Marítimo
- La Asociación Fotónica Noroeste
- El Clúster New Jersey de ciencias de la vida.
- EE. UU. en la producción de películas en Hollywood
- El Reino Unido después de la industria de post- producción en distrito Soho de Londres
- EE. UU. La concentración de plantas de producción de automóviles en Detroit
- El Clúster de Wessex Media WMG británico Cluster Regional sectorial de los especialistas que operan en la industria de producción de cine y TV
- Consorcio Farnborough Aerospace asistido por su labor de colaboración con la Universidad de Kingston
- El sector financiero de Londres, conocido como 'The City' en el Este de Londres
- Fabricación de instrumentos quirúrgicos en Tuttlingen, Alemania.
- Cluster de la informática, Guadalajara, Jalisco, México.
- Technologiepark en Heidelberg, Alemania.
- EduCluster Finlandia, la Red de educación para negocios en Finlandia
- 22@Barcelona, distrito de la innovación de Barcelona (España) donde se concentra un elevado número de empresas de sectores emergentes como son el TIC, Media, Tecnologías Médicas y Energía.
- INTECO en León, España. Seguridad y accesibilidad informática.
- Cluster automotriz, Coahuila Sureste, México.[12]
- Madrid Network Red Clusters y parques tecnológicos de la Comunidad de Madrid
- Cluster Automotriz de Nuevo León, México
- Cluster Automotriz de Guanajuato, México
- Cluster Alimentos de la UMSS, Bolivia
- Cluster del Cuero de la UMSS, Bolivia
- Cluster Minero en Pampa Norte, Chile

Como mera aglomeración geográfica de negocios, en Guadalajara, Jalisco, México, habría tres clústeres: el del calzado por la calle Federación, el del vestido por la Medrano, a partir de la calle 54 del Sector Reforma y el de la Joyería, en la Plaza Tapatía. Pero los clústeres pueden ser más que meros amontonamientos de empresas de un mismo giro en un espacio geográfico dado, en Argentina existe uno, el de los aceites comestibles, que ha crecido a tasas impresionantes y que ahora representa el treinta y tantos por ciento de las exportaciones de ese país.